# Rio Dajabón
O rio Dajabón (também chamado rio Massacre) é um rio da República Dominicana. Faz fronteira com o Haiti.
Tem o nome "rio Massacre" porque foi o local do assassinato de trinta piratas franceses pelos colonizadores espanhóis em 1728. O nome se tornou recentemente popular, após ser o local de muitos assassinatos durante o massacre de Parsley—embora o evento não foi, ao contrário da crença popular, a origem do seu nome.